# Franz-Josef Rehrl
Franz-Josef Rehrl, född 15 mars 1993, är en österrikisk utövare av nordisk kombination som vann individuellt brons i stor backe + 10 km vid Världsmästerskapen i nordisk skidsport 2019.
Rehrl deltog vid Olympiska vinterspelen 2018 och 2022.